# Бета-частица
Бета-частиците (или β-частици) са бързолетящи електрони (β-) или позитрони (β+). Позитронът е положително заредена частица с маса, равна на тази на електрона. Електроните и позитроните са с нищожно малка маса и имат един елементарен заряд. Потокът от бета-частици се нарича бета-лъчи или бета-излъчение. Скоростта на движението на β-частиците е от 150 000 до 290 000 km/s (близко до скоростта на светлината).
Йонизиращата способност на бета-лъчите е много по-слаба от тази на алфа-частиците, докато пробегът им е много по-голям – до няколко метра. Облеклото задържа само 40-50% от тях, а в кожата и тъканта навлизат до няколко милиметра. Поради това външното им действие е по-опасно от това на алфа-частиците – значителни дози външно бета-излъчване могат да предизвикат лъчево изгаряне на кожата и лъчева болест. Още по-опасно е вътрешното облъчване от бета-активни радиоизотопи, попаднали в организма – вследствие йонизирането на атомите и молекулите, участващи в строежа на тъканите.